# Fischer-Z

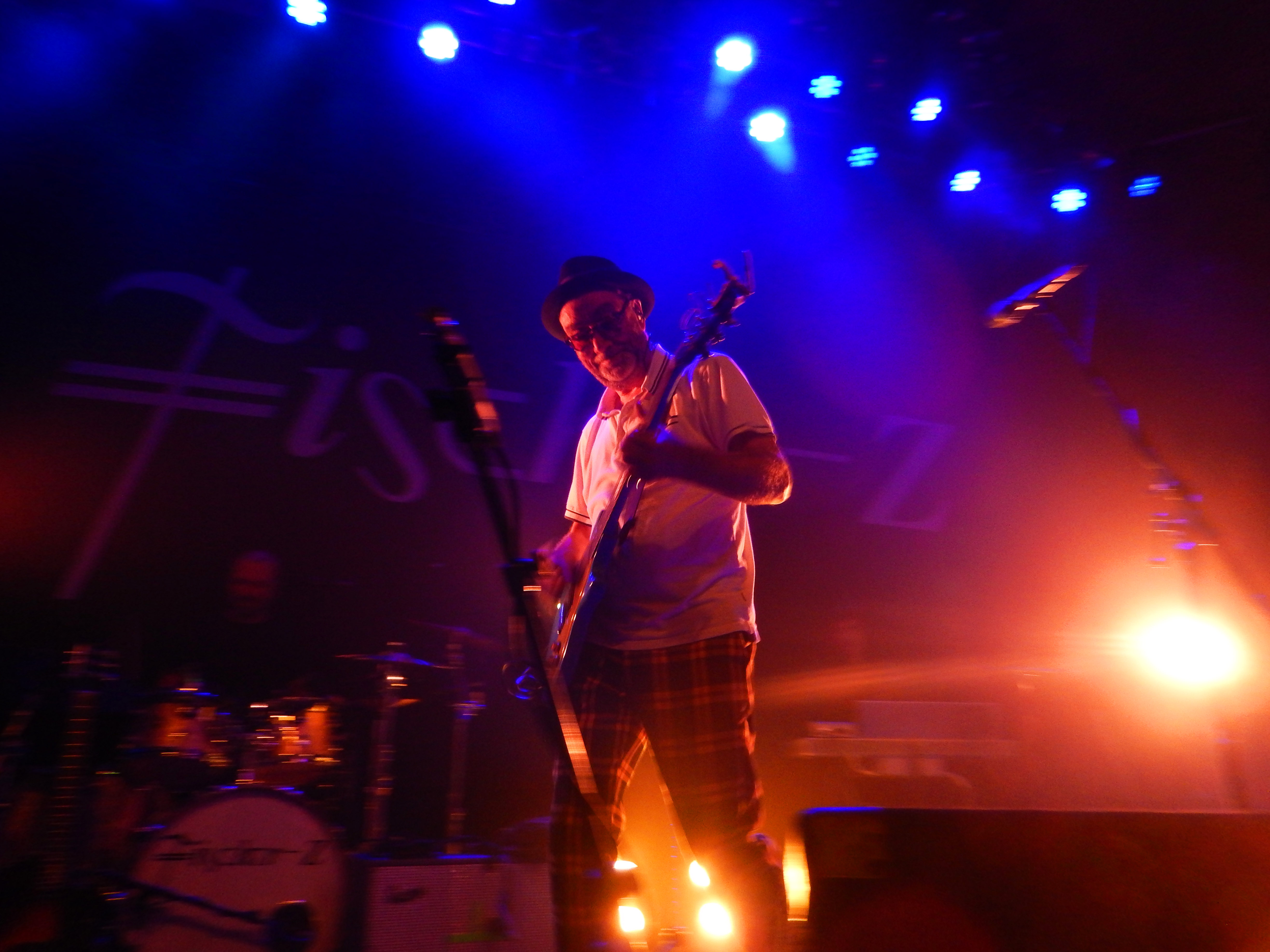
Fischer-Z en concert à Augsburg en octobre 2017.

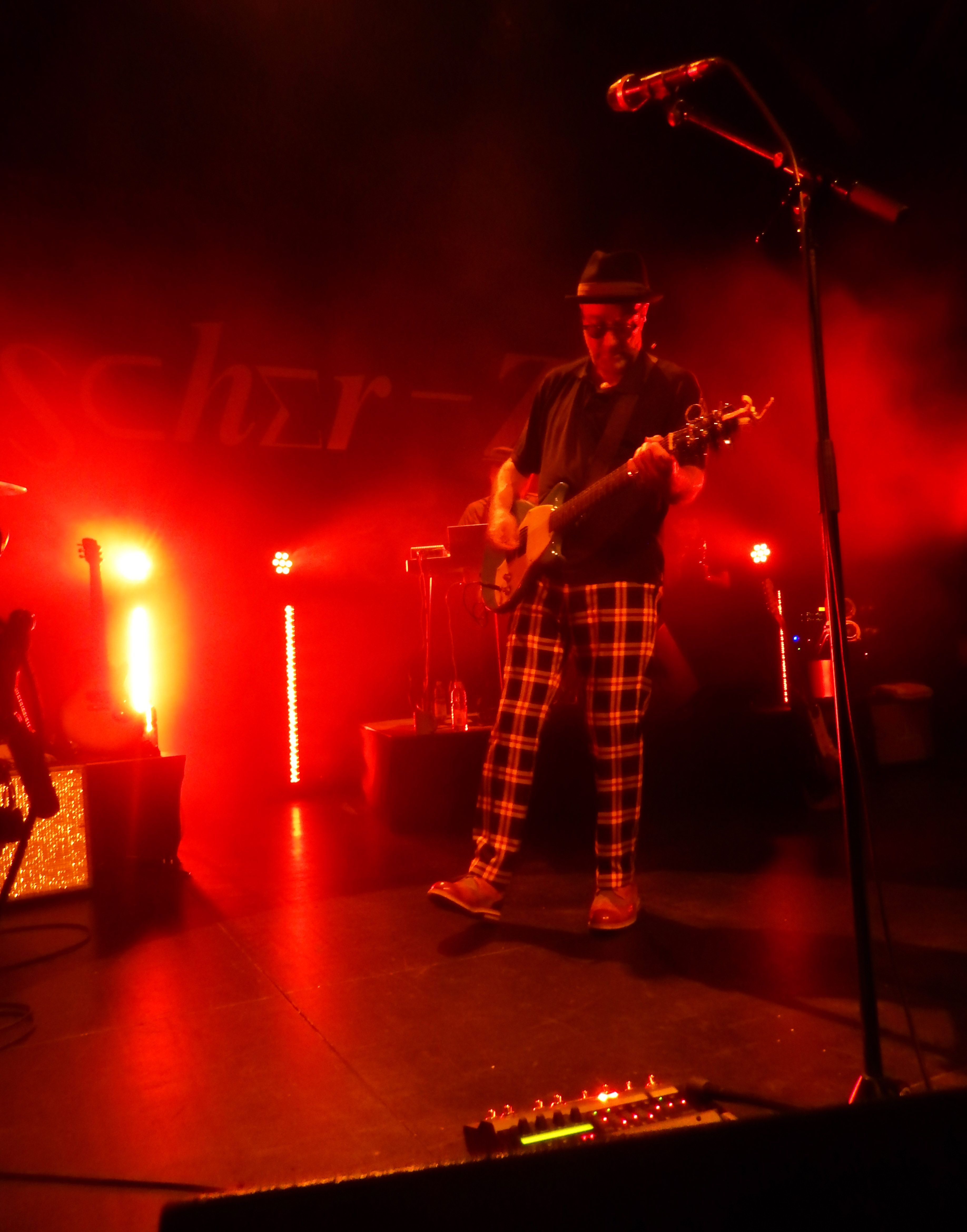
Fischer-Z en concert à Karlsruhe en octobre 2017.

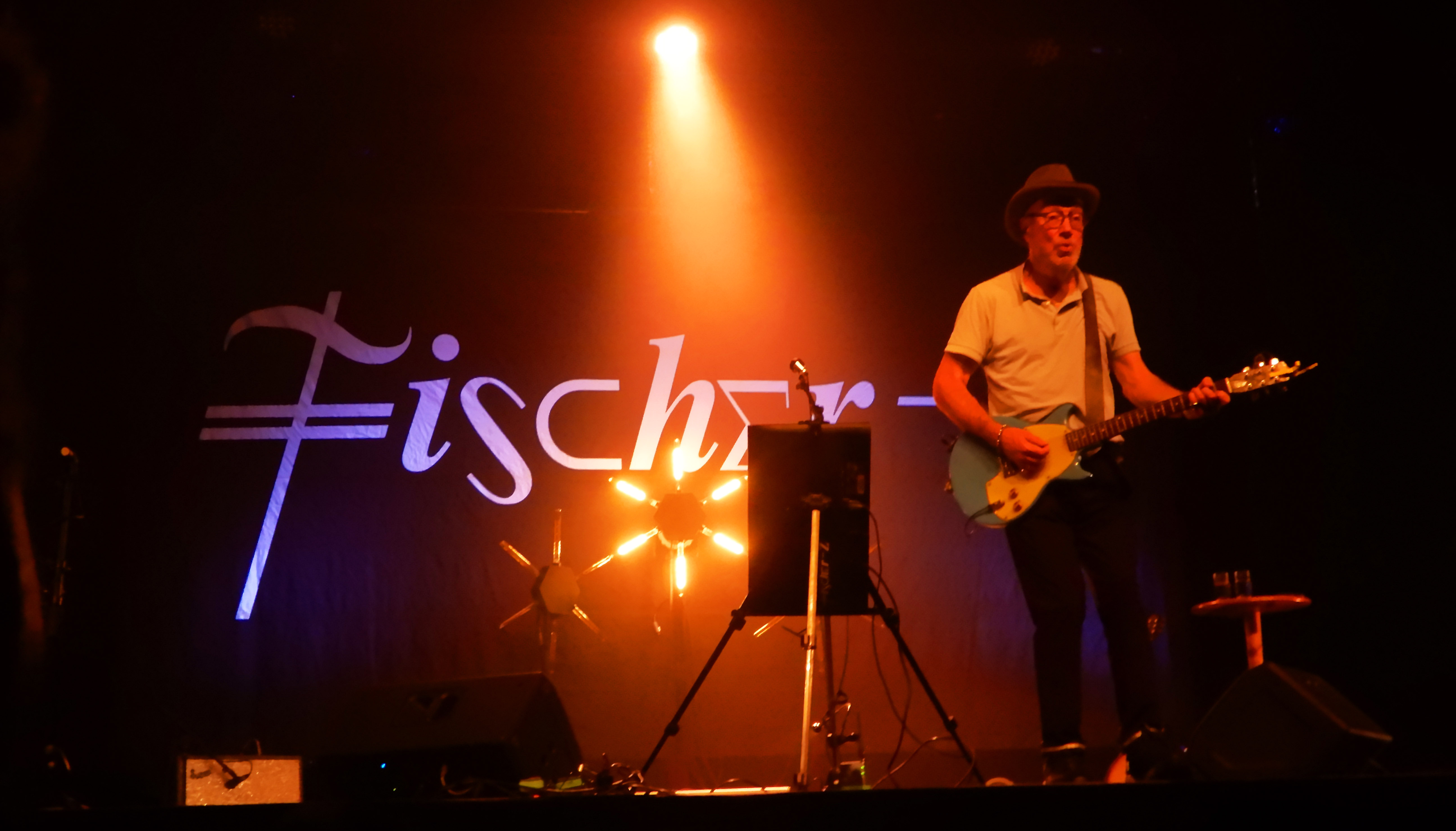
John Watts - Fischer-Z - Live solo in Menen (B), le 4 octobre 2023

Fischer-Z est un groupe de rock britannique et le principal projet créatif du chanteur, guitariste et poète John Watts. 
Il est considéré comme l'un des groupes New Wave les plus populaires de la fin des années 1970 et du début des années 1980. En 1982, Watts dissout temporairement Fischer-Z et commence une carrière solo sous son propre nom. John Watts a ensuite sorti des projets en solo et des projets Fischer-Z.
Fischer-Z a connu le succès dans toute l'Europe et a vendu plus de deux millions d'albums. Des enregistrements conjoints ont été réalisés avec Peter Gabriel, Steve Cropper et Dexys Midnight Runners. Fischer-Z s'est produit aux côtés de James Brown à Berlin-Est et a fait une tournée avec The Police et Dire Straits. Ils ont également fait des tournées aux États-Unis et au Canada et ont participé avec Bob Marley à sa dernière tournée de festivals en Europe. John Watts a sorti 20 albums et donné environ 3 000 concerts.

## Historique
Tout en étudiant la psychologie clinique et en travaillant dans des cliniques psychiatriques, John Watts a créé Fischer-Z avec Stephen Skolnik en 1977. Les premières représentations ont eu lieu dans des clubs punk anglais et le premier album de Fischer-Z, Word Salad, est sorti en 1979 sur United Artist Records, en parallèle avec The Buzzcocks et The Stranglers. Le groupe a percé grâce à John Peel qui a joué plusieurs fois leur premier single Remember Russia. Grâce à cela, Fischer-Z apparaît sur The Old Grey Whistle Test et après le succès européen de leur deuxième single The Worker, ils apparaissent sur Top of the Pops en 1979. Avec son deuxième album, Going Deaf For a Living, Watts a renforcé la capacité de Fischer-Z à capturer des thèmes politiques mondiaux dans un contexte de musique pop décalée. Le tube So Long est sorti en 1980 sur la nouvelle chaîne de télévision MTV. En 1981, sort le troisième album de Fischer-Z, Red Skies Over Paradise, le plus grand succès commercial, avec les singles Marliese et Berlin. En raison du succès de ces albums, Fischer-Z a joué plus de 200 concerts entre 1980 et 1981 au Royaume-Uni, en Europe, aux États-Unis et au Canada. Watts a dissous la formation originale de Fischer-Z à l'été 1981, croyant que le groupe s'était trop éloigné de ses idéaux punk originaux.
Watts commence alors une carrière solo et sort ses deux premiers albums solo, One More Twist (1982) et The Iceberg Model (1983). Ces albums ont produit le single à forte charge politique One Voice qu'il a interprété au No Nukes Festival en 1982 et I Smelt Roses (In The Underground). En 1984, Watts fonde un groupe appelé The Cry et sort l'album pop / danse Quick Quick Slow, qui est produit par Jimmy Douglass. En 1985, fortement influencé par les événements politiques des années 1980, en particulier les relations de Margaret Thatcher avec les syndicats britanniques, Watts a publié la chanson Dark Crowds of Englishmen, qui traite de la grève des mineurs en 1984/1985 et de la disparition de la politique d'humanité en Grande-Bretagne.
En 1987, John Watts a décidé de rétablir Fischer-Z sous une forme différente. Dans cette lignée, le groupe connaît un nouveau succès, avec les tubes The Perfect Day (1988) et Say No (1989) tirés des albums Reveal (1988) et Fish's Head (1989).
En 1991, le prochain album de Fischer-Z, Destination Paradise, est enregistré aux studios Real World de Peter Gabriel. La chanson Further From Love et la chanson titre soulignent les souffrances de la population civile en temps de guerre. Les deux albums suivants de Fischer Z, Kamikaze Shirt (1993) et Stream (1995), ont continué à combiner une perspective politique avec des chansons basées sur les observations et expériences de Watts dans la vie réelle.
1997 et 1999 ont vu la sortie de deux albums très différents de J.M.Watts, Thirteen Stories High et Bigbeatpoetry. Dans Thirteen Stories High Watts revient sur les hauts et les bas de sa vie et de sa carrière musicale, avec des chansons pop émotives comme le single Brilliant Career. Dans Bigbeatpoetry, Watts a travaillé avec une combinaison de paroles poétiques et de rythmes musicaux, signant avec Motor Records et travaillant avec le DJ Ingo Werner. Watts sort ensuite l'album Spiritual Headcase en 2000, qui est un remix de l'album Bigbeatpoetry fait par Peter Ely.
L'ère des projets multimédias de Watts a commencé avec Ether Music & Film en 2002. Pour cela, il a voyagé à travers l'Europe et recueilli les contributions musicales de musiciens locaux. Un équipement minimal a été utilisé pour les enregistrements : juste un microphone de haute qualité et un ordinateur portable. L'ensemble du projet a été filmé et sorti sous forme d'album et de DVD.
En 2005, Watts a sorti Real Life Is Good Enough, un album de guitare et batterie deux pièces enregistré avec Sam Walker. Après avoir tourné cet album, Watts a écrit une chanson pour chacun des étrangers rencontrés dans différents pays en se basant sur leurs histoires de vie. Ces 10 chansons sont devenues l'album It Has To Be qui est sorti en 2007 et comprenait le single Adrian's Song 'Brothers. L'album suivant de Watts est Morethanmusic & Films, qui contient aussi des poèmes et des récits courts. Il contient le single Head On, inspiré de l'expérience de Watts, qui a vu un enfant de sept ans regarder en direct l'exécution de Saddam Hussein sur son téléphone. 
En 2011, Watts a réenregistré 14 des plus célèbres chansons de Fischer-Z avec son groupe actuel et l'a sorti sous le nom de John Watts - Fischer-Z. Contrairement à cette sortie, Watts sort l'année suivante (2012) un album d'enregistrements solo live intitulé Realistic Man.
Watts a décidé en 2015 de revenir avec le nom de Fischer-Z et de sortir le This is My Universe, qui est un regard introspectif sur sa propre vie et le monde changeant autour de lui. Il contient le titre Martha Thargill, dans lequel Watts réévalue la grève des mineurs 30 ans après.
2017 a marqué un triple jalon pour Watts. Le 40e anniversaire de la formation du groupe, le premier spectacle Fischer-Z et la sortie du 19e album studio original de Watts Building Bridges, qui est une déclaration sur les défis actuels. Il s'agit de construire des ponts au lieu de les démolir. Le single Damascus Disco remet en question la même idée, encourageant les auditeurs à mettre de côté leurs différences. L'album a été enregistré en duo, John à la voix/guitares et Jamie Bush à la batterie. En raison de son succès, Fischer-Z joue avec Simple Minds à Bonn devant 6000 fans. En termes de festivals, Fischer-Z est retourné à des festivals de haut niveau comme Lokerse Feesten, Rock Zottegem, Retropop, et même Wacken Open Air festival en 2018.

## Discographie

### Singles
| Année                                                         | Single                                                     | Meilleure position | Meilleure position | Meilleure position | Meilleure position | Meilleure position | Album                        |
| Année                                                         | Single                                                     | UK                 | AUS                | BEL (FLA)          | GER                | NED                | Album                        |
| ------------------------------------------------------------- | ---------------------------------------------------------- | ------------------ | ------------------ | ------------------ | ------------------ | ------------------ | ---------------------------- |
| 1978                                                          | Wax Dolls                                                  | —                  | —                  | —                  | —                  | —                  | Word Salad                   |
| 1979                                                          | Remember Russia                                            | —                  | —                  | —                  | —                  | —                  | Word Salad                   |
| 1979                                                          | The Worker                                                 | 53                 | —                  | 23                 | —                  | 26                 | Word Salad                   |
| 1979                                                          | First Impressions (Pretty Paracetamol)                     | —                  | —                  | —                  | —                  | —                  | Word Salad (US edition)      |
| 1980                                                          | So Long                                                    | 72                 | 15                 | 14                 | —                  | 12                 | Going Deaf for a Living      |
| 1980                                                          | Crazy Girl                                                 | —                  | —                  | —                  | —                  | —                  | Going Deaf for a Living      |
| 1980                                                          | Room Service                                               | —                  | —                  | —                  | —                  | 41                 | Going Deaf for a Living      |
| 1980                                                          | Limbo                                                      | —                  | —                  | —                  | —                  | 41                 | Going Deaf for a Living      |
| 1981                                                          | Marliese                                                   | —                  | —                  | 21                 | 37                 | 5                  | Red Skies over Paradise      |
| 1981                                                          | Cutters Lullaby'                                           | —                  | —                  | —                  | —                  | —                  | Red Skies over Paradise      |
| 1981                                                          | Berlin                                                     | —                  | —                  | —                  | —                  | —                  | Red Skies over Paradise      |
| 1981                                                          | El Escritor (Spanish release of The Writer)                | —                  | —                  | —                  | —                  | —                  | Red Skies over Paradise      |
| 1988                                                          | The Perfect Day                                            | 91                 | 12                 | —                  | —                  | —                  | Reveal                       |
| 1988                                                          | Big Drum                                                   | —                  | —                  | —                  | —                  | —                  | Reveal                       |
| 1989                                                          | Say No                                                     | —                  | 168                | —                  | —                  | —                  | Fish's Head                  |
| 1989                                                          | Masquerade                                                 | —                  | —                  | —                  | —                  | —                  | Fish's Head                  |
| 1990                                                          | Sausages and Tears(credited to John Watts and Fischer Z)   | —                  | —                  | —                  | —                  | —                  | single only                  |
| 1992                                                          | Destination Paradise                                       | —                  | —                  | —                  | —                  | —                  | Destination Paradise         |
| 1992                                                          | Will You Be There?                                         | —                  | —                  | —                  | 95                 | —                  | Destination Paradise         |
| 1993                                                          | Tightrope                                                  | —                  | —                  | —                  | —                  | —                  | Destination Paradise         |
| 1993                                                          | Caruso                                                     | —                  | —                  | —                  | —                  | —                  | Destination Paradise         |
| 1993                                                          | The Peaches & Cream                                        | —                  | —                  | —                  | —                  | —                  | Kamikaze Shirt               |
| 1993                                                          | Human Beings                                               | —                  | —                  | —                  | —                  | —                  | Kamikaze Shirt               |
| 1994                                                          | Marlon                                                     | —                  | —                  | —                  | —                  | —                  | Kamikaze Shirt               |
| 1994                                                          | You Never Cross the Same River Twice (Turn Back the Clock) | —                  | —                  | —                  | —                  | —                  | Stream                       |
| 1995                                                          | Need Protection                                            | —                  | —                  | —                  | —                  | —                  | Stream                       |
| 1995                                                          | Red Skies over Paradise (1995 recording)                   | —                  | —                  | —                  | —                  | —                  | The Best                     |
| 2002                                                          | Jukebox                                                    | —                  | —                  | —                  | —                  | —                  | Ether                        |
| 2002                                                          | Delight                                                    | —                  | —                  | —                  | —                  | —                  | Ether (German pressing only) |
| 2004                                                          | Back to Berlin                                             | —                  | —                  | —                  | —                  | —                  | Highlights 1979 to 2004      |
| "—" denotes releases that did not chart or were not released. |                                                            |                    |                    |                    |                    |                    |                              |

### Albums studio
Fischer-Z:
- Word Salad (1979) – UK #66[17], NED #21[22]
- Going Deaf for a Living (1980) – AUS #52[18], NED #6[22]
- Red Skies over Paradise (1981) – AUS #70[18], GER #6[20], NED #2[22]
- Reveal (1987) – AUS #93[18], GER #49[20]
- Fish's Head (1989) – GER #56[20]
- Destination Paradise (1992) – GER #93[20]
- Kamikaze Shirt (1993)
- Stream (1995) – GER #80[20]
- Ether (2002)
- John Watts - Fischer-Z 2011 (2011)
- This Is My Universe (2016)
- Building Bridges (2017)
- Swimming in Thunderstorms (2019)
- S.I.T Annexe (2020)
- Red Skies  Over Paradise - The Berlin Sessions (2022)
- Solo (Live Solo in Karlsruhe) (2022)
- Live in Hamburg (Live Band - 2022)
- Triptych (2024)

Discographie de John Watts (carrière solo hors Fischer-Z):
- One More Twist (1982)
- The Iceberg Model (1983)
- Quick Quick Slow (1984) (Released under the moniker: The Cry)
- Thirteen Stories High (1997) (Released under the moniker: J.M. Watts)
- Bigbeatpoetry (1999) (Released under the moniker: Watts)
- Spiritual Headcase (2000) (Released under the moniker: Watts)
- Ether Music & Film (2002)
- Real Life Is Good Enough (2005)
- It Has To Be (2006)
- Morethanmusic & Films (2009)

### Compilations
- Fischer-Z Going Red For A Salad (1990)
- The Worker (1998)
- The Perfect Album (1999)
- Fischer-Z The Garden Party DVD (2004)
- Fischer-Z Highlights 1979-2004 (2004)